# فریساید
فریساید (به انگلیسی: Ferryside) یک روستا در بریتانیا است که در کارمارتنشر واقع شده‌است.